# Basilio Pompilj
Basilio Pompilj (Spoleto, 16 aprile 1858 – Roma, 5 maggio 1931) è stato un cardinale e arcivescovo cattolico italiano.

## Biografia
Nacque a Spoleto il 16 aprile 1858.
Papa Pio X lo elevò al rango di cardinale nel concistoro del 27 novembre 1911.
Partecipò al conclave del 1914 che elesse Benedetto XV e a quello del 1922 che elesse Pio XI.
Morì il 5 maggio 1931 all'età di 73 anni. Inizialmente è stato sepolto al cimitero del Verano, ma dopo due anni, il 18 dicembre 1933, le sue spoglie furono trasferite nella cattedrale di Spoleto, la sua città nativa.
Fu molto legato a Giano dell'Umbria, nella cui frazione di Macciano viveva il fratello. Sulla facciata dell'immobile, che oggi si presenta come una pregevole residenza di campagna, sopra l'ingresso è ancora visibile lo stemma della famiglia Pompili, i cui discendenti ne conservano ancora oggi la proprietà.

## Genealogia episcopale e successione apostolica
La genealogia episcopale è:
- Cardinale Scipione Rebiba
- Cardinale Giulio Antonio Santori
- Cardinale Girolamo Bernerio, O.P.
- Arcivescovo Galeazzo Sanvitale
- Cardinale Ludovico Ludovisi
- Cardinale Luigi Caetani
- Cardinale Ulderico Carpegna
- Cardinale Paluzzo Paluzzi Altieri degli Albertoni
- Papa Benedetto XIII
- Papa Benedetto XIV
- Cardinale Enrico Enriquez
- Arcivescovo Manuel Quintano Bonifaz
- Cardinale Buenaventura Córdoba Espinosa de la Cerda
- Cardinale Giuseppe Maria Doria Pamphilj
- Papa Pio VIII
- Papa Pio IX
- Cardinale Alessandro Franchi
- Cardinale Giovanni Simeoni
- Cardinale Antonio Agliardi
- Cardinale Basilio Pompilj

La successione apostolica è:
- Arcivescovo Joaquim Domingues de Oliveira (1914)
- Cardinale Luigi Lavitrano (1914)
- Vescovo Joseph-Tobie Mariétan, C.R.A. (1914)
- Vescovo Luigi Zaffarami (1915)
- Arcivescovo Carlo Sica (1915)
- Arcivescovo Ruggero Bovelli (1915)
- Vescovo Vincenzo Migliorelli (1916)
- Vescovo Giuseppe de Nardis (1916)
- Vescovo Romolo Molaroni (1916)
- Vescovo Aurelio Bacciarini, S.d.C. (1917)
- Arcivescovo Giuseppe Palica (1917)
- Arcivescovo Amedeo Casabona (1917)
- Patriarca Luigi Barlassina (1918)
- Vescovo Giuseppe Antonio Caruso (1919)
- Arcivescovo Pietro Benedetti (1921)
- Vescovo Felice Cribellati, F.D.P. (1921)
- Vescovo Pasquale Gioia, C.R.S. (1921)
- Arcivescovo Salvatore Baccarini, C.R. (1922)
- Arcivescovo Antonio Melomo (1922)
- Vescovo Alessandro Fontana (1923)
- Vescovo Alfonso Maria de Sanctis (1928)
- Vescovo Salvatore Del Bene (1929)
- Cardinale Adeodato Piazza, O.C.D. (1930)
- Arcivescovo Johannes Baptist Geisler (1930)